# Acrocercops guttiferella
Acrocercops guttiferella là một loài bướm đêm thuộc họ Gracillariidae. Loài này có ở Madagascar. Nó được miêu tả bởi P. Viette năm 1951. Ấu trùng ăn Guttiferae.